# Zahum
 Ovo je glavno značenje pojma Zahum. Za bivše samostalno naselje pogledajte Zahum (Mostar, BiH).
Zahum je naseljeno mjesto u općini Prozor-Rama, Federacija Bosne i Hercegovine, BiH.

## Stanovništvo

### 1991.
Nacionalni sastav stanovništva 1991. godine, bio je sljedeći:
ukupno: 6
- Hrvati - 6

### 2013.
Nacionalni sastav stanovništva 2013. godine, bio je sljedeći:
ukupno: 61
- Hrvati - 61